# Спиридон (Головастов)
Архієпископ Спиридон (в миру —  Сергій Миколайович Головастов ; нар. 24 квітня 1975 року) — архієрей  УПЦ МП, архієпископ Добропільський, вікарій  Горлівської єпархії. За даними OSINT-розслідування групи Molfar є громадянином Росії.
Тезоіменитство — 25 грудня (12 грудня за старим стилем в день пам'яті свт.  Спиридона Тримифунтського).

## Біографія
Народився 24 квітня 1975 року в місті Дніпропетровську (зараз — Дніпро). У тому ж році родина переїхала у м. Димитров (нині — Мирноград). У 1992 році закінчив середню школу і поступив в Одеську духовну семінарію.
17 вересня 1993 року єпископом Донецьким і Слов'янським Іполитом висвячений у сан диякона, а 30 вересня того ж року — в сан священика і направлений на служіння в Свято-Миколаївський храм міста Красноармійська (нині — Покровськ) Донецької області. З 23 березня 1994 року служив також і у Свято-Покровському храмі с. Гришине Красноармійського району Донецької області.
16 серпня 1996 року був пострижений у чернецтво в Свято-Успенській Святогірській Лаврі намісником архімандритом Арсенієм (Яковенком) з ім'ям Спиридон на честь святителя Спиридона, єпископа Тримифунтського.
В 1997 році після академічної відпустки закінчив Одеську духовну семінарію.
4 лютого 2000 року призначений настоятелем Свято-Димитрівського храму міста Димитрова (нині — Мирноград). 24 квітня 2002 року возведений у сан ігумена. 1 грудня 2006 року призначений благочинним Димитровського (Мирноградского) округу. 20 серпня 2007 року возведений в сан архімандрита. 3 квітня 2008 року призначений духівником Свято-Сергіївського жіночого монастиря УПЦ (МП) села Сергіївка Донецької області. 14 квітня 2011 року обраний головою єпархіального церковного суду  Горлівської єпархії УПЦ (МП). 11 жовтня 2012 року призначений настоятелем Свято-Вікторівського храму міста Димитрова, виконував також обов'язки благочинного.
Рішенням Синоду УПЦ (МП) від 25 травня 2018 року обраний єпископом Добропільським, вікарієм Горлівської єпархії. Наречений на єпископа 16 червня 2018 року в київському Пантелеймонівському монастирі у Феофанії. Хіротонізований 17 червня того ж року, за Божественною літургією в київській Покровської Голосіївської пустині. Богослужіння очолив митрополит Київський і всієї України Онуфрій. Йому співсужили митрополити Кишинівський і всієї Молдови Володимир (Кантарян), Донецький і Маріупольський Іларіон (Шукало), Вишгородський і Чорнобильський Павел (Лебідь), Черкаський і Канівський Софроній (Дмитрук), Овруцький і Коростенський Віссаріон (Стретович), Почаївський Володимир (Мороз), Горлівський і Слов’янський Митрофан (Нікітін), Ізюмський і Куп’янський Єлисей (Іванов), архієпископи Краснолиманський Аліпій (Погребняк), Макіївський Варнава (Філатов),  Ровеньківський і Свердловський Пантелеймон (Поворознюк), єпископи Єдинецький і Бричанський Никодим (Вулпе) (Молдовська православна церква),  Фастівський Даміан (Давидов), Васильківський Миколай (Почтовий), Гостомельський Тихон (Софійчук), Баришівський Віктор (Коцаба), Білогородський Сильвестр (Стойчев) та Ворзельський Ісаакій (Андроник) - настоятель обителі .
22 червня 2018 року був внесений до бази даних Центру «Миротворець» за антиукраїнську пропаганду, поширення кремлівської пропаганди у вигляді т.зв. «Русского мира» та співпрацю з терористичною організацією ДНР .
31 жовтня 2024 в числі 16 (із 52) правлячих і 15 (із 58) вікарних архієреїв УПЦ МП підписав заяву, в якій засудив анексію Російською Православною церквою Донецької єпархії, зняття її керівника митрополита Іларіона і заміни на росіянина, уродженця Рязанської області Росії, архієрея з Далекого Сходу.

## Церковні нагороди
- набедренник і камилавка (30 вересня 1993 року)
- наперсний хрест (27 квітня 1997 року)
- палиця і наперсний хрест з прикрасами (29 квітня 2005 року)